# Azodicarbonsäurediethylester
Azodicarbonsäurediethylester, meist mit DEAD
(Diethylazodicarboxylat) abgekürzt, ist ein wichtiges Reagenz für die Mitsunobu-Reaktion, kann aber vielfältig eingesetzt werden.

## Herstellung
Die Herstellung erfolgt über Derivate des Hydrazins, die durch geeignete Mittel dehydriert werden. Eine Möglichkeit ist die Oxidation mittels rauchender Salpetersäure. Die Reaktion gelingt auch unter Verwendung von Chlor als Oxidationsmittel.

## Chemische Eigenschaften, Sicherheit
DEAD ist toxisch, stoß- und lichtempfindlich und thermisch instabil. Die Verbindung ist explosionsgefährlich im Sinne des Sprengstoffgesetzes und ist dort der Stoffgruppe A zugeordnet. Im Stahlhülsentest reagiert die Substanz mit einem Grenzdurchmesser von 20 mm äußerst heftig. Die Schlagempfindlichkeit beträgt nur 4 J. Im Bleiblocktest wird eine Ausdehnung von 33 ml/10 g beobachtet. Oberhalb von 100 °C findet eine stark exotherme Zersetzung mit einer Zersetzungswärme von −1466 kJ·kg−1 bzw. −255 kJ·mol−1 statt. Kommerziell ist es deshalb meist in gelöster Form, beispielsweise in Toluol, erhältlich. Als Reinstoff darf DEAD in den USA nicht versandt werden. Bedingt durch diese Sicherheitsrisiken ging die Verwendung von DEAD zurück, es wird meist durch das stabilere Diisopropylazodicarboxylat (DIAD) ersetzt.
Beim Destillieren kann DEAD explodieren. Geeignete Sicherheitsvorkehrungen sind zu treffen. Direkte Lichtquellen sollen abgeschirmt werden.

## Verwendung

### Mitsunobu-Reaktion
Das klassische Anwendungsgebiet von DEAD ist die Mitsunobu-Reaktion, die der Synthese von Estern, Ethern, Aminen und Thioethern aus Alkoholen dient.

### Enophil
Ein weiterer Anwendungsbereich von DEAD ist die Verwendung als Enophil beispielsweise in En-Reaktionen.

### Dienophil
Auch die Verwendung als Dienophil ist in der Literatur beschrieben. So gelang beispielsweise die Synthese von Bicyclo[2.1.0]pentan ausgehend von Cyclopentadien und DEAD.

### Michael-Akzeptor
Die Azogruppe in DEAD ist auch ein Michael-Akzeptor. In Gegenwart von Kupferkatalysatoren addiert DEAD an β-Ketoester zu den entsprechenden Hydrazinderivaten.
Auf ähnliche Weise katalysiert Cu(II) auch die Substitution von Boronsäureestern in fast quantitativer Ausbeute.

### Synthese von Pyrrazolin-Derivaten
DEAD kann auch zur Synthese von Heterocyclen eingesetzt werden. So können Pyrazoline durch Kondensation an α,β-ungesättigte Ketone erhalten werden.: